# Tysklands Grand Prix 2009
Tysklands Grand Prix 2009 var det nionde av 17 lopp som ingick i formel 1-VM 2009.

## Rapport
Mark Webber i Red Bull tog pole position före 
Rubens Barrichello i Brawn. Från andra ledet startade Jenson Button i Brawn och Sebastian Vettel i Red Bull följda av McLaren-förarna Lewis Hamilton och Heikki Kovalainen. Bakom dessa stod Adrian Sutil i Force India, 
Felipe Massa och Kimi Räikkönen i Ferrari samt 
Nelsinho Piquet i Renault.
Webber vann loppet, trots en incident i starten, och tog sin första F1-seger före stallkamraten Vettel och trean Massa, som därmed tog sin första pallplats för säsongen. Hamilton fick en punktering på höger bakdäck strax efter start och var därefter chanslös.

## Resultat

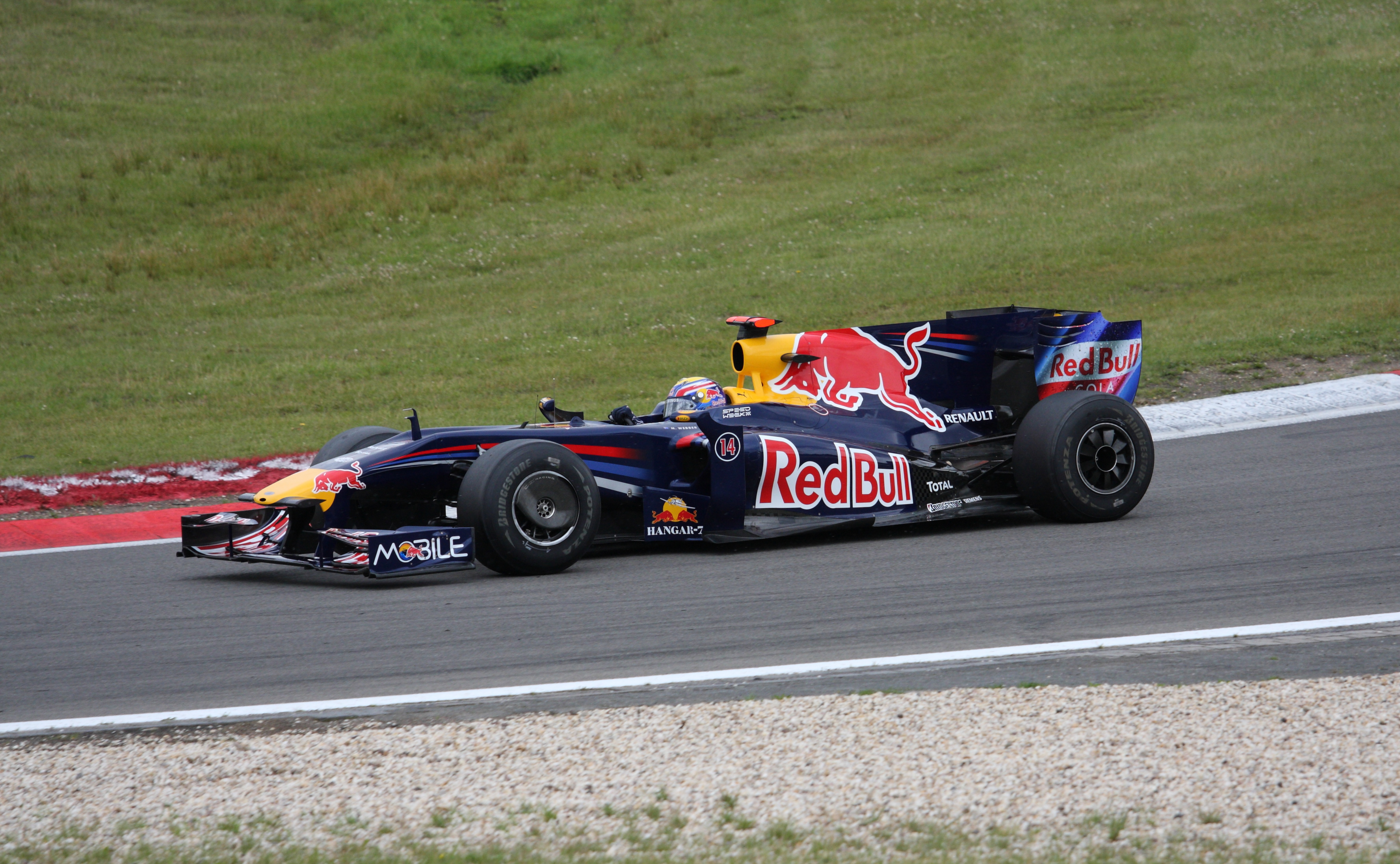
Mark Webber i Tyskland 2009

1. Mark Webber, Red Bull-Renault, 10 poäng
2. Sebastian Vettel, Red Bull-Renault, 8
3. Felipe Massa, Ferrari, 6
4. Nico Rosberg, Williams-Toyota, 5
5. Jenson Button, Brawn-Mercedes, 4
6. Rubens Barrichello, Brawn-Mercedes, 3
7. Fernando Alonso, Renault, 2
8. Heikki Kovalainen, McLaren-Mercedes, 1
9. Timo Glock, Toyota
10. Nick Heidfeld, BMW Sauber
11. Giancarlo Fisichella, Force India-Mercedes
12. Kazuki Nakajima, Williams-Toyota
13. Nelsinho Piquet, Renault
14. Robert Kubica, BMW Sauber
15. Adrian Sutil, Force India-Mercedes
16. Sébastien Buemi, Toro Rosso-Ferrari
17. Jarno Trulli, Toyota
18. Lewis Hamilton, McLaren-Mercedes

### Förare som bröt loppet
- Kimi Räikkönen, Ferrari (varv 34, kylarskada)
- Sébastien Bourdais, Toro Rosso-Ferrari (18, hydraulik)